# 上島鳳山
上島 鳳山（うえしま ほうざん、明治8年（1875年）10月23日 - 大正9年（1920年）7月25日）は、日本の明治から大正にかけて活動した日本画家。同時代の北野恒富や菅楯彦、岡本大更らと共に、近代の大阪を代表する画家の一人である。

## 伝記
岡山県小田郡笠岡村字八軒屋（現在の笠岡市笠岡）に、辻嘉平の次男として生まれる。本名は寿治郎で、鳳山は画号で、画房を鳳鳴画室と称した。父嘉平は、初め刀鍛冶、後に理化学機械製造を仕事としていた。祖父・辻鳳山は円山派の絵師で、小寺清先編『備中名勝考』の挿絵を描いており、鳳山の号もこの祖父に由来していると考えられる。幼少から画家を志し、はじめ大阪出身で円山応立の弟子・木村貫山に学び、ついで西山完瑛・渡辺祥益に師事する。1900年（明治33年）大阪市東区に住む上島くに子と結婚し、以後上島姓を継ぐ。
1903年（明治36年）第5回内国勧業博覧会に出品した「美人」褒状を受ける。この時、審査員の小堀鞆音は鳳山の家まで訪ね、鳳山を恐縮させている。しかし、1909年（明治42年）第3回文展に「緑陰美人遊興図」を出品するも落選、この他に中央の公募展への出品は現在のところ確認されていない。1912年（大正元年）大阪の青年画家たちによる大正美術会の設立に、菅楯彦、岡本大更、北野恒富らと共に参加。1915年（大正4年）の第1回大阪美術展覧会では鑑査員になるも、3年後の第4回大阪美術展覧会では辞退している。住友家など大阪の富豪の支援を受けて制作活動を続け、住友家主催の園遊会などでしばしば席上揮毫を行ったという。
絵は、円山派の美人画や花鳥画を能くした。特に江戸時代の美人風俗画の評価が高く、衣装表現の繊細さと姿態表現の妖艶さによって、独特の官能美を獲得している。酒を愛する豪放磊落な性格で、地方にあって酒代や宿代に窮することもあったようだ。1918年（大正7年）和歌山県の和歌浦で窮地に落ちいった鳳山と岡本大更を菅楯彦が救う場面を戯画とした「楯彦、寿翁と大更を救出の図」（倉吉博物館蔵）という3人の合作が残っている。一方で能や狂言など古典芸能にも造詣も深い。1920年（大正9年）脳溢血で倒れ、自宅で逝去。享年45。墓所は北区の北野寒山寺。

## 作品
| 作品名         | 技法     | 形状・員数     | 寸法（縦x横cm） | 所有者                         | 年代                 | 款記・印章                                                  | 備考                                   |
| -------------- | -------- | -------------- | --------------- | ------------------------------ | -------------------- | ----------------------------------------------------------- | -------------------------------------- |
| 美人紅葉狩之図 | 絹本著色 | 1幅            |                 | 笠岡市立竹喬美術館             | 1909年（明治42年）   | 款記「鳳山」/「辻寿・鳳山」白・朱文連印                     |                                        |
| 十二月美人     | 絹本著色 | 12幅対         |                 | 泉屋博古館分館                 | 1909年（明治42年）頃 | それぞれに款記「鳳山」/「辻寿印」白文方印・「鳳山」朱文方印 |                                        |
| 緑陰美人遊興図 | 絹本著色 | 1幅            |                 | 個人（笠岡市立竹喬美術館寄託） | 1909年（明治42年）   | 款記「鳳山」/「辻寿印」白文方印・「鳳山」朱文方印           | 第3回文展落選                          |
| 狂言十二ヶ月   | 絹本著色 | 12幅対         |                 | 倉吉博物館                     | 1916年（大正5年）    | 款記「鳳山」/「辻寿・鳳山」白・朱文連印                     |                                        |
| 狂言図         |          | 六曲一双押絵貼 |                 | 大阪市立美術館                 | 1916年（大正5年）頃  | 款記「鳳山」/「辻寿・鳳山」白・朱文連印                     | 上記の「狂言十二ヶ月」と同工異曲の作品 |
| 佳人遊狆図     | 絹本著色 | 1幅            | 112.1x42.0      | 京都市美術館                   |                      |                                                             |                                        |
| 美人詠花之図   | 絹本著色 | 1幅            | 131.0x71.0      | 敦賀市立博物館                 |                      | 款記「鳳山寿」/印文不明白文方印・「鳳山」朱文方印           |                                        |